# ولک پپویک
ولک پپویک (به چکی: Velké Popovice) یک منطقهٔ مسکونی در جمهوری چک است که در Prague-East District واقع شده‌است.

## خصوصیات
ولک پپویک ۱۵٫۶۲ کیلومترمربع مساحت و ۲٬۵۳۶ نفر جمعیت دارد و ۴۰۰ متر بالاتر از سطح دریا واقع شده‌است.